# Vidar Flataukan
Vidar Flataukan (* 1975 in Norwegen) ist ein norwegischer Filmeditor.
Flataukan zeichnet verantwortlich für den Schnitt der Filme Anderland (2006) von Jens Lien sowie Headhunters (2011) von Morten Tyldum. 2011 arbeitete Flataukan bei Sons of Norway wiederum mit Jens Lien zusammen. Der Kinderfilm Mein Freund Knerten (2009) erhielt von der Deutschen Film- und Medienbewertung (FBW) das Prädikat „besonders wertvoll“.

## Filmographie (Auswahl)
- 2006: Anderland (Den brysomme mannen), Regie: Jens Lien
- 2007: Sven und Ratte und das geheimnisvolle Ufo (Svein og Rotta og UFO-mysteriet), Regie: Vibeke Ringen
- 2008: Der Mann, der Yngve liebte (Mannen som elsket Yngve), Regie: Stian Kristiansen
- 2008: Fatso – Und wovon träumst du? (Fatso), Regie: Arild Fröhlich
- 2009: Mein Freund Knerten (Knerten), Regie: Åsleik Engmark
- 2009: Das Geheimnis des magischen Silbers (Julenatt i Blåfjell), Regie: Katarina Launing, Roar Uthaug
- 2011: Headhunters (Hodejegerne), Regie: Morten Tyldum
- 2011: Sons of Norway (Sønner av Norge), Regie: Jens Lien
- 2013: Chasing the Wind (Jag etter vind), Regie: Rune Denstad Langlo
- 2015: Der Winterprinz – Miras magisches Abenteuer (Julekongen), Regie: Thale Persen
- 2016: Welcome to Norway, Regie: Rune Denstad Langlo
- 2017: Espen und die Legende vom Bergkönig (Askeladden - I Dovregubbens hall), Regie: Mikkel Brænne Sandemose
- 2018: Eine Affäre – Verbotene Liebe (En affære), Regie: Henrik Martin Dahlsbakken